# Torneo de Tampico 2022
El Abierto Tampico 2022 fue un torneo de tenis profesional jugado en canchas duras al aire libre. Se trató de la 6.ª edición del torneo que formó parte de los Torneos WTA 125s en 2022. Se llevó a cabo en Tampico, México, entre el 24 de octubre al 30 de octubre de 2022.

## Cabezas de serie

### Individuales
| Tenista            | Ranking | Preclasificada |
| Elise Mertens      | 34      | 1              |
| Marie Bouzková     | 38      | 2              |
| Leylah Fernandez   | 41      | 3              |
| Kateřina Siniaková | 54      | 4              |
| Magda Linette      | 57      | 5              |
| Lin Zhu            | 69      | 6              |
| Camila Osorio      | 72      | 7              |
| Rebecca Marino     | 80      | 8              |

- Ranking del 17 de octubre de 2022

### Dobles
| Tenista                            | Ranking | Preclasificada |
| Tereza Mihalíková Aldila Sutjiadi  | 109     | 1              |
| Kaitlyn Christian Lidziya Marozava | 131     | 2              |
| Andrea Gámiz Eva Vedder            | 226     | 3              |
| Anna-Lena Friedsam Nadiia Kichenok | 227     | 4              |

## Campeonas

### Individuales femeninos
Elisabetta Cocciaretto venció  Magda Linette por 7–6(4), 4–6, 6–1

### Dobles femenino
Tereza Mihalíková /  Aldila Sutjiadi vencieron a  Ashlyn Krueger /  Elizabeth Mandlik por 7–5, 6–2